# Výsonín
Výsonín je vesnice, část obce Lukavice v okrese Chrudim. Nachází se asi 1,5 km na jihozápad od Lukavice. Prochází zde silnice I/37. Výsonín je také název katastrálního území o rozloze 2,58 km².

## Historie
První písemná zmínka o vesnici pochází z roku 1438.

## Pamětihodnosti
- Zřícenina hradu Strádov
- Hájenka na Dubinách
- Zvon na obecním domě
- Kříž z roku 1867
- Pomník obětem první světové války
- Podél západní hranice katastrálního území vesnice leží část přírodní rezervace Strádovské Peklo.